# Haploscoloplos foliosus
Haploscoloplos foliosus är en ringmaskart som beskrevs av Hartman 1951. Haploscoloplos foliosus ingår i släktet Haploscoloplos och familjen Orbiniidae. Inga underarter finns listade i Catalogue of Life.